# Elaphromyia fissa
Elaphromyia fissa är en tvåvingeart som beskrevs av Munro 1957. Elaphromyia fissa ingår i släktet Elaphromyia och familjen borrflugor. Inga underarter finns listade i Catalogue of Life.